# Коллінґріджева дилема
Коллінґріджева дилема (англ. Collingridge’s diemma) — сформульована Девідом Коллінґріджем 1980 року дилема, суть якої полягає в тому, що «якщо етичні оцінки робляться до унаочнення технологічного впливу, то важко передбачити останній, а якщо вони робляться, коли технології вже втілено в практику, то виникнуть труднощі щодо контролю за ними».

## Історія
Дана дилема неабияк притаманна інноваційним технологіям біомедицини, часто обговорювана в дискусіях щодо ризиків технологічного розвитку. Її оприлюднив Девід Коллінґрідж у роботі «Соціальний контроль технології» 1980 року у вигляді наступного парадоксу: на ранніх стадіях розвитку технології, коли її цілком можна взяти під контроль, ми зазвичай ще не маємо досить знань, аби дієво нею керувати, а з плином часу, коли вже набуто досить знань і досвіду управляти даною технологією, установити контроль виявляється важко або майже неможливо.